# ユーロ硬貨
ユーロ硬貨（ユーロこうか）とは、通貨ユーロの硬貨。

## 概要
通貨の補助単位である1⁄100ユーロに相当する1セント硬貨から2ユーロ硬貨までの8つの金種が発行されており、2002年に使用が開始された。
各額面の硬貨の各国共通の面はヨーロッパの地図が描かれた共通のデザインを持つが、各国独自の面はユーロ圏諸国および協定によってユーロを通貨としているモナコ、サンマリノ、バチカン、アンドラがそれぞれ独自のデザインで鋳造しており、つまり同じ硬貨でも様々なデザインを持つ硬貨が流通している。
ユーロ硬貨および様々な記念硬貨は欧州連合各国の造幣所で、それぞれの国に厳格に割り当てられた量が製造されている。各国独自の面のデザインは各国で決め、各国共通の面のデザインと硬貨全体の設計は欧州中央銀行が管理している。

## 各国共通の面
ユーロ硬貨の片面はベルギー王立造幣局のデザイナーであるリュク・リュイックスによるデザインと額面が施されている。1, 2, 5セント硬貨は世界におけるヨーロッパの位置を表現したものとなっている。

### 2007年以降のデザイン
2004年の欧州連合の拡大を反映して、2007年にユーロ硬貨のデザインが刷新された。新しいデザインには12個の星などの要素が残されているが、従来の15か国の地図が国境線のないヨーロッパ大陸に替えられている。海にあたる部分には縦に線が走っている。
硬貨の地図に描かれるために、キプロス島が実際の位置よりも数百キロメートル北東に移されている。1ユーロ硬貨と2ユーロ硬貨ではギリシャ本土の真東に、10, 20, 50セント硬貨ではクレタ島の真下に描かれている。欧州委員会の原案ではトルコもこの地図に描かれていたが、これについては欧州連合理事会が認めなかった。トルコを含めないことについては、トルコの欧州連合加盟に対する欧州連合理事会の消極的な態度を示すものとされている。
2006年にフィンランド造幣会社が造幣したスロベニアの硬貨がこのデザインを持つ最初の硬貨であった。この硬貨は2007年に流通を開始し、2008年以降は従来のユーロ硬貨発行国もデザインを変更することが義務付けられた。1, 2, 5セント硬貨にはデザイン変更が加えられず、これについて欧州委員会は、既存のデザインが以前の15か国を強調するものではあったが、そもそもこの地図は世界におけるヨーロッパの位置を示すものであるとして変更する必要はないとした。

### 1999年から2006年までのデザイン
10, 20, 50セント硬貨のデザインには当時の欧州連合加盟15か国のそれぞれの形が含まれていた。この意匠で各国は切り離され、ヨーロッパが複数の島で構成されているように描かれていた。またこのデザインではユーロを導入していなかった欧州連合加盟国のイギリス、スウェーデン、デンマークも描かれていた。
1ユーロ硬貨と2ユーロ硬貨には国境のようなものが含まれているが、加盟国が陸続きになって描かれている。加えてユーロ、あるいは欧州連合に加わっていない国のあたりには縦の線が走っている。2007年以降の硬貨にも描かれている12の星もデザインに含まれている。
ユーロ硬貨が登場した年は1999年にまでさかのぼる。この年は決済通貨としてユーロが導入されており、流通はされていなかったがフランス、スペイン、ベルギー、フィンランド、オランダのユーロ硬貨が作成されていた。そのためこれらの国ではユーロ硬貨について、流通を開始した年ではなく造幣を開始した年をユーロ硬貨が登場した年としている。
現在でも、2006年までの旧デザインの硬貨も有効である。

## 各国独自の面
ユーロ硬貨の片面は国ごとで異なっており発行国は自由にデザインを決めることができるが、いずれのデザインの硬貨であってもユーロ圏内全域において使用可能である。8つの金種すべてが同じデザインであったり、あるいは異なるデザインであったりする。また君主制国家では君主の肖像を入れており、なかにはベルギーの硬貨のように旧通貨と同じデザインを使用しているところもある。共和制国家ではその国を象徴する建造物やシンボル、あるいはフランスの硬貨のように、それらを図案化したデザインが用いられている。また2ユーロ硬貨の縁の模様もそれぞれの国で決めている。
各国独自の面のデザインについては、12個の星、造幣所を示す文字、発行年を必ず含めるという規定がある。また当初は規定に含まれていなかったが、新たに発行する場合には発行国名も入れなければならない。さらに各国独自の面には、ギリシャの硬貨などのようにラテンアルファベット以外の文字を使用する場合を除いて、硬貨の額面や euro の文字を入れてはならない。この各国独自の面のデザインは2008年末まで、硬貨に描かれた君主が死去または退位した場合を除いて変更することが認められていなかった。また2004年からは各国が独自に2ユーロ記念硬貨を、数量を制限して発行している。
各国がユーロ硬貨の片面のデザインをそれぞれ独自に決めていることについて、廃止しようとする具体的な動きはない。しかしながら欧州委員会は経費削減のために1, 2, 5セント硬貨の各国独自の面のデザインを共通にすることを提案したことがある。また2007年にはすべてのユーロ圏諸国がほぼ同じデザインでローマ条約調印50周年の記念硬貨を発行した。この記念硬貨は国名と言語が違う点を除いては同じデザインが用いられた。
欧州連合に加盟していないにもかかわらず、モナコ、サンマリノ、バチカン、アンドラのユーロ硬貨の片面も独自のデザインを採用して発行しているが、この4か国の硬貨はあまり市中に出回っておらず、その珍重さからコイン収集家の興味をおおいにひきつけている。特にモナコのユーロ硬貨については非常に高価で取引されている。5ユーロ硬貨も発行されている。

## 小額硬貨
1セント硬貨と2セント硬貨はそもそも、ユーロの導入によって商店が価格を引き上げる口実に用いられないように導入されたものである。ところが小額硬貨の流通を維持するのに費用がかかるため、フィンランドやオランダでは現金払いのときに端数が5セント単位になるスウェディッシュ・ラウンディングが行なわれ、そのため1セント硬貨や2セント硬貨はあまり流通しておらず、一部のコイン収集家が集めるほどしか造幣されていない。ただ両硬貨はなおも法的地位を有し、両国以外では造幣されており、1セント硬貨を使って商店で支払いをすることもできる。
フィンランドでは硬貨が流通の開始とほぼ同時の2002年1月に、価格の端数を5セント単位にするよう定めた法律が公布されている。オランダでも2004年9月に、ベルギーでも2005年に同様の法律が制定されている。オランダでは小売業界からの圧力を受けて実施に至っており、この際に小売業界からは1セント硬貨や2セント硬貨を扱うことに対する費用が過大であるという訴えがなされていた。2004年5月にウールデン市内での実験を成功したことを受けて、同年9月からオランダ全土で現金での取引の際に端数が5セント単位となるようにすることが認められた。
またこの措置は金属の価格が上昇したことなども要因となっている。オランダ銀行は小額硬貨の発行を停止することで年間3600万USドルの削減になるという試算を示した。ただドイツなどでは、消費者に"€2"という表示よりも魅力を感じさせる"€1.99"（日本で言うイチキュッパ）という表示を続けたいために小額硬貨を残したいとする意見もある。欧州中央銀行も消費者の意識を引くために、小売業界に対して価格をより厳密に計算させるとして小額硬貨の存続についてはドイツなどと意見を同じものとしている。ユーロバロメーターの市民に対する2005年の調査によれば、ドイツでは1セント硬貨や2セント硬貨の廃止について、ユーロ圏諸国でもっとも否定的であったが、全体の平均では1セント硬貨の廃止に賛成が58%、2セント硬貨の廃止に52%が賛成している。中でもベルギーではこれらの硬貨の廃止に賛成という意見の割合がもっとも高かった。
ユーロ圏各国で新たに造幣される硬貨のうち、1, 2, 5セント硬貨が全体のおよそ80%を占めている。これらの小額硬貨の製造に費用がかかるため、欧州委員会と一部のユーロ導入国はこれらの小額硬貨の両面のデザインを統一して経費を削減することを提案したことがある。
2020年にも、1セント硬貨・2セント硬貨の廃止に関する市民からの意見募集が行われた。この時は財布がかさばるなどの理由で廃止論が優勢だったが、値段の端数が切り上げられ、物価上昇につながることを懸念する声もあった。
2024年現在、ベルギー、フィンランド、アイルランド、イタリア、オランダ、スロバキアでは、通常の現金の支払いにおける最小単位が5セントとなり、1セント硬貨と2セント硬貨が事実上流通していない状態となっている。これらの国では現金取引の場合、セント単位の計算上の金額の一の位に対してスウェディッシュ・ラウンディング（二捨三入七捨八入）が行われる。

## 視覚障害者向けの工夫
ユーロ硬貨は視覚障害者団体の協力を受けて設計されており、そのため触った感覚だけで視覚障害者が金種を区別できるような工夫が施されている。さらに硬貨に刻まれている内容を読み取ることができなくても見た目で区別ができるようになっている。
硬貨は額面に合わせてその大きさや重さが増えていく。ユーロ硬貨の8つの金種のなかでも1, 2, 5セント硬貨は小さく、色も赤みを帯びたもので、また薄くて軽い。10, 20, 50セント硬貨は黄色を帯びて、やや厚めで重い。1, 2ユーロ硬貨は2色で、セント額面の硬貨よりも大きくて厚いものとなっている。
概して額面が大きくなると硬貨は重く、大きくなる。また色については、赤みを帯びている（銅色）と低額面で、黄色（金色）が中間、2色のもの（バイメタル貨）は高額面となっている。
- 1セント硬貨は8つの硬貨のなかでももっとも小さいもので、その大きさこそが金種を判別する方法となる。1セント硬貨の直径は平均的な成人の親指ほどの大きさである。縁は滑らかで、色は赤銅色である。
- 2セント硬貨は1セント硬貨よりもわずかに大きいが、色合いは同じ赤銅色である。縁は滑らかで1本の溝が走っている。この溝は指先やつめで触れると容易にわかるもので、見た目や触感から2セント硬貨が2枚の硬貨を圧着させたかのような形をしている。
- 5セント硬貨も1セント硬貨や2セント硬貨と同じく赤銅色をしており、この色の硬貨のなかでは、2セント硬貨に比べるとわずかながらではあるが、もっとも大きい。縁は滑らかである。
- 10セント硬貨は金色である。5セント硬貨に比べるとわずかに小さいが、厚さは10セント硬貨のほうがはるかに厚い。また縁は粗い鋸歯状となっている。重さも1, 2, 5セント硬貨よりも重い。
- 20セント硬貨は10セント硬貨よりも大きいが、色合いは同じ金色である。20セント硬貨は正七角形の頂点に当たる部分に7つの切り込みを持つ、いわゆるスパニッシュ・フラワー（英語版）と呼ばれる形をしており、触感から容易に判別することができるようになっている。
- 50セント硬貨も金色であるが、20セント以下の硬貨に比べると厚さ、重さ、大きさがはるかにある。縁は粗い鋸歯状になっている。
- 1ユーロ硬貨は内側が銀色で、周囲が金色となっている。縁は滑らかな部分と細かい鋸歯状の部分が交互に並んでいる。厚さや重さは50セント硬貨と同じであるが、その縁が50セント硬貨と区別する特徴となっている。
- 2ユーロ硬貨は1ユーロ硬貨と使われている色は同じであるが、内側が金色、周囲が銀色と、配色が逆になっている。ユーロ硬貨の中では直径がもっとも大きい。縁は細かい鋸歯状となっている。また縁には星と、発行国ごとに異なる文字が刻まれている。ただし縁を触った感覚からは金種を判別するのは難しく、もっぱら大きさで判断することになる。

ユーロ硬貨の流通開始以前にも、大きさ、色、外周といった部分で視覚障害者向けの設計が施されていた通貨はあったが、ユーロの導入にあたっては硬貨の流通の後ではなく、その前に視覚障害者団体から発行者側が意見を求めるといったことがはじめてなされた。

## 偽造硬貨
毎年およそ10〜20万枚のユーロの偽造硬貨が回収されており、ほぼ同数が市中に出回る前に押収されている。この数は56億枚というユーロ硬貨の流通量に対して少ないものである。偽造硬貨のおよそ半数の各国独自の面はドイツの硬貨を似せたものであるが、ドイツ以外の発行国のデザインもすべて偽造されている。金種で見ると2ユーロが、2004年に回収された偽造硬貨全体の87%を占めて圧倒的に多く、ついで1ユーロ、50セントとなっている。
欧州不正対策局の付属機関である欧州技術・科学センターは、2002年の時点で最大で200万枚の偽造硬貨が出回っていると推測している。
偽造品の精度はここ近年でかなり高まっており、コソボでは2022年から2024年にかけてコソボ及び北マケドニアで製造された非常に精度の高い偽造2ユーロ硬貨が大量に出回る事態が発生し、2ユーロ硬貨での支払いを全面的に拒否する店が現れたり、偽造硬貨を発見した人々が真贋判定の手間や没収による損失を恐れて偽造硬貨をそのまま市場に流通させてしまう（いわゆるババ抜きゲームの要領）など、社会問題に発展している。
また、偽造ではないが2ユーロ硬貨と寸法などが酷似した別通貨の硬貨（10バーツ、500イタリア・リラ、1新トルコリラ等、いずれも価値が2ユーロより大幅に低い）が不正に流通していることがあり、こちらも注意が必要である。

## 記念硬貨
ユーロ硬貨の発行が認められている国では、毎年独自に記念硬貨を発行することができる。この記念硬貨の額面は2ユーロのみで、また発行数も制限されている。記念硬貨は12個の星を配したり、発行した年や国名を入れるなどの通常の2ユーロ硬貨のデザイン基準を満たさなければならない。
記念硬貨をはじめて発行したのはギリシャで、その後フランス、オランダ、アイルランド、スロベニア以外の国でも発行された。また2007年には、すべてのユーロ圏各国でローマ条約調印50周年を記念して、発行国と言語以外は同じデザインの硬貨を発行した。さらに2009年にはユーロ創設10周年を記念した硬貨が発行されている。
ドイツでは2006年から毎年、各連邦州を主題とするデザインの2ユーロ硬貨を2021年まで発行する。これはユーロ圏全体で発行する記念硬貨とは別に発行されるものである。

### 記念金貨・銀貨
各国の慣習の名残として、記念金貨・銀貨が造幣されることがある。通常の硬貨とは違って、記念金貨・銀貨はユーロを使用する国全体では法的効力を持たず、発行国内のみで通用する。たとえばフィンランドが発行した10ユーロ記念硬貨はオランダでは使用できない。
もっとも、このような金貨や銀貨は決済手段として使用されることが企図されたものではない。使用されている金や銀の価値が額面よりもはるかに高いため、使用されないことが問題になることはない。ただドイツでは金融機関や一部の商店で10ユーロ記念銀貨が額面どおりの決済貨幣として使用されている。通常これらの記念金貨・銀貨は市中に出回っていない。